# Хайлигенхафен
Хайлигенха́фен (нем. Heiligenhafen) — город в Германии, в земле Шлезвиг-Гольштейн, расположенный на берегу Балтийского моря.
Входит в состав района Восточный Гольштейн. Население составляет 9221 человек (на 31 декабря 2010 года). Занимает площадь 18,12 км². Официальный код — 01 0 55 021.
Важную роль в экономике города играет туризм. В городе есть множество небольших отелей и ресторанов. На западной окраине города располагается крупный гостиничный комплекс «Ostsee Ferienpark». Туристов в основном привлекает отдых у моря — с севера город отделён от моря песчаным мысом с обширными пляжами. В восточной части мыса (Graswarder) устроен заказник для перелётных птиц.
Уроженцем города был немецкий поэт и писатель Вильгельм Йенсен.